# سندرك
 مدينة سندرك  (بالفارسية: شهر سِندِرْک) مدينة متوسطة تتبع لمقاطعة ميناب (بالفارسية: شهرستان رودان)، وتقع في محافظة هرمزغان في جنوب إيران.

## السكان
يبلغ عدد سكان «مدينة سندرك» حسب تعداد السكان لعام 2006 للميلاد، (3814) نسمه.